# Malcolm Page (voile)
Pour les articles homonymes, voir Malcolm Page et Page.
Malcolm George Page, né le 22 mars 1972 à Sydney (Nouvelle-Galles du Sud), est un skipper australien. Il a remporté le titre olympique à deux reprises en 470. Il est porte-drapeau de la délégation australienne lors de la cérémonie de clôture des Jeux olympiques d'été de 2012.

## Palmarès
- Jeux olympiques de 2008 : 
  -  Médaille d'or en 470 avec Nathan Wilmot
- Jeux olympiques de 2012 : 
  -  Médaille d'or en 470 avec Mathew Belcher